# Серебрянский, Яков Исаакович
Яков Исаакович Серебря́нский (29 ноября [11 декабря] 1892, Минск — 30 марта 1956, Москва) — один из руководителей заграничной разведывательной и диверсионной работы советских органов госбезопасности, начальник Спецгруппы особого назначения (СГОН) при НКВД СССР, сотрудник Иностранного отдела ОГПУ — НКВД; старший майор ГБ (1935), полковник госбезопасности (1945).

## Биография

### Молодые годы
Родился 29 ноября 1891 года в бедной еврейской семье. Его отец Ицка (Ицко) Сролович Серебрянский (?—1941, погиб в Минском гетто) был подмастерьем у часовщика, с 1898 года приказчиком на сахарном заводе, в 1903 году занимался торговлей тканями. Мать — Геня Серебрянская. Сестра Мира и брат Израиль.
В 1908 году окончил четырёхклассное Первое городское училище в Минске. Ещё в 1907 году вступил в ученическую организацию эсеров-максималистов. В 1909 году был арестован за хранение «переписки преступного содержания» и по подозрению в соучастии в убийстве начальника Минской тюрьмы. Провёл 1 год в тюрьме, после чего был административно выслан в Витебск, где работал электромонтёром на электростанции.

### Война. Революция. Гражданская война
В августе 1912 года был призван в армию, служил рядовым 122-го Тамбовского полка в Харькове.
С началом Первой мировой войны был направлен в действующую армию на Западный фронт в составе 105-го Оренбургского полка, 2 роты (27-й пехотной дивизии).
7 августа 1914 года во время наступления русских войск в Восточной Пруссии под Матишкеменом (имеется запись пункт 2462 (16) в «Именном списке потерь нижних чинов 105 пехотного Оренбургского полка») был тяжело ранен и после госпиталя был демобилизован.
С февраля 1915 года работал электромонтёром на нефтепромыслах Баку.
После Февральской революции активно участвовал в деятельности местной организации партии социалистов-революционеров, был членом Бакинского совета, сотрудником Бакинского продовольственного комитета.
Представлял партию эсеров на 1-м съезде Советов Северного Кавказа. В марте 1918 года руководил отрядом Бакинского совета по охране продовольственных грузов на Владикавказской железной дороге.
После падения Бакинской коммуны перебрался в Персию.

### Персия
В мае 1920 года Волжско-Каспийская военная флотилия под командованием Фёдора Раскольникова и Серго Орджоникидзе направляется в Энзели (Персия) с целью возвращения российских кораблей, которые увели в Персию эвакуировавшиеся из российских портов белогвардейцы. В результате последовавших боевых действий белогвардейцы и занимавшие Энзели английские войска отступили. Воспользовавшись этой ситуацией, в начале июня вооружённые отряды революционного движения дженгелийцев под командованием Мирзы Кучек-хана захватили город Решт — центр остана Гилян, где была провозглашена Гилянская Советская Республика.
Находившийся в это время в Реште Яков Серебрянский при содействии Якова Блюмкина, занимавшего в то время пост военного комиссара штаба Персидской Красной Армии, становится сотрудником только что созданного в ней Особого отдела, но уже вскоре возвращается в Россию.

### Москва, 1-й арест ВЧК
С августа 1920 года — сотрудник центрального аппарата ВЧК в Москве.
В августе 1921 года демобилизовался и поступил в Электротехнический институт. В декабре 1921 года попал в чекистскую засаду на квартире своего старого товарища по партии эсеров и провёл 4 месяца в тюрьме. Освободившись, работал в системе треста «Москвотоп», в 1923 году был арестован по подозрению во взяточничестве и находился под следствием, однако обвинения не были доказаны.

### Нелегальная работа за рубежом

#### Палестина
В ноябре 1923 года Яков Блюмкин, которого руководство ИНО ОГПУ назначило резидентом нелегальной разведки в Палестине, предложил Серебрянскому стать его заместителем.
В декабре 1923 года Серебрянский был принят на должность особоуполномоченного Закордонной части ИНО ОГПУ и вместе с Блюмкиным выехал в Яффу с заданием собирать информацию о планах Англии и Франции на Ближнем Востоке и о местных революционных движениях.
В июне 1924 года Блюмкин был отозван в Москву, и Серебрянский приступил к самостоятельной работе. Ему удалось внедриться в подпольное сионистское движение и привлечь к сотрудничеству с ОГПУ большую группу эмигрантов из России, составивших ядро боевой группы, впоследствии известной как «группа Яши».
В 1924 году к ним присоединилась жена Серебрянского — Полина Натановна Беленькая.

#### Бельгия
В 1925—1926 гг. Серебрянский — нелегальный резидент ИНО ОГПУ в Бельгии. В феврале 1927 года выезжал в Москву, где был принят в члены ВКП(б).

#### Франция
Из Москвы он направился нелегальным резидентом в Париж, где проработал до марта 1929 года.
В апреле 1929 года вернулся в Москву и был назначен начальником 1-го отделения ИНО ОГПУ, одновременно продолжая руководить Особой группой («группой Яши»), подчинявшейся непосредственно председателю ОГПУ В. Р. Менжинскому и создававшейся для глубокого внедрения агентуры на объекты военно-стратегического характера на случай войны, а также проведения диверсионных и террористических операций. Подразделение создавалось для решения конкретной задачи — ликвидации руководства РОВС. О его существовании знали всего 3 человека: Сталин, Менжинский и Пятницкий (глава ОМС Коминтерна). Создание особой группы приказом не оформлялось. Костяк группы составили люди Якова Серебрянского, а сам Серебрянский был назначен её начальником.
Из «группы Яши» вышли такие специалисты советских органов госбезопасности по тайным акциям и ликвидациям, как Н. И. Эйтингон, С. М. Шпигельглас, С. М. Перевозников, А. И. Сыркин, П. Я. Зубов.

#### Операция против генерала Кутепова
В 1929 году была подготовлена, а 26 января 1930 года под непосредственным руководством Серебрянского и заместителя начальника контрразведывательного отдела ОГПУ С. В. Пузицкого в Париже членами «группы Яши» была осуществлена операция по похищению председателя Русского общевоинского союза (РОВС) генерала А. П. Кутепова.
Летом 1929 года, когда было принято решение о проведении операции, вместе с заместителем начальника КРО ОГПУ С. В. Пузицким Серебрянский выехал в Париж для руководства операцией. 26 января 1930 года сотрудники «группы Яши» втолкнули Кутепова в автомобиль. По воспоминаниям Судоплатова, Кутепов умер от сердечного приступа во время борьбы в машине. По другой версии, старый французский коммунист Морис Онель в конце 1980-х годов перед смертью рассказал историку Жану Элленстайну, что его брат и был тем самым переодетым полицейским в группе Серебрянского, который нанёс смертельный удар ножом в спину Кутепова (см. подробнее в книге: История России: XX век / Под ред. А. Б. Зубова. — Т. 2).
30 марта 1930 года за успешно проведённую операцию Серебрянский был награждён орденом Красного Знамени.

#### Румыния, США и вновь Франция
По завершении операции против генерала Кутепова Серебрянский приступил к созданию автономной агентурной сети в различных странах для ведения разведывательной работы на случай войны. Был зачислен на особый учёт ОГПУ. За границей лично завербовал более 200 человек. По другим сведениям, Серебрянскому была передана уже готовая международная агентурная сеть, вероятно, британская.
В 1931 году был арестован в Румынии, но вскоре освобождён и продолжил нелегальную деятельность. В 1932 году выезжал в США, в 1934 году — в Париж. 13 июля 1934 года был утверждён руководителем Спецгруппы особого назначения (СГОН) при НКВД СССР. В ноябре 1935 года Серебрянскому было присвоено звание старшего майора госбезопасности.

#### Китай и Япония
В 1935—1936 гг. находился в командировке в Китае и Японии.

#### Испания
После начала гражданской войны в Испании занимался закупкой (частично нелегально) и поставкой оружия для республиканцев.
Так, в сентябре 1936 года сотрудники Спецгруппы (СГОН) закупили у французской фирмы «Девуатин» 12 военных самолётов, которые доставили на приграничный с Испанией аэродром, откуда их под предлогом лётных испытаний перегнали в Барселону. За эту операцию Серебрянский был награждён орденом Ленина.

#### Операция против сына Троцкого
В ноябре 1936 года нелегалам СГОН с помощью агента М. Зборовского («Тюльпан»), внедренного в окружение сына Троцкого Л. Л. Седова, удалось захватить часть архива Международного секретариата троцкистов. Несколько ящиков с документами были переданы легальному резиденту ИНО в Париже Г. Н. Косенко (Кислову) («Фин») и переправлены в Москву.
В 1937 году Л. Л. Седов («Сынок») по указанию отца приступил к подготовке I съезда IV Интернационала, который должен был состояться летом 1938 года в Париже.
В связи с этим Центр принял решение о похищении Седова. Проведение операции было поручено группе Серебрянского. План похищения «Сынка» был детально проработан. В подготовке операции участвовало 7 сотрудников Спецгруппы, в том числе и жена Серебрянского. Впрочем, похищение Седова не состоялось — в феврале 1938 года он умер после аппендэктомии.

### Отзыв в Москву и 2-й арест НКВД
Летом 1938 года Серебрянский был отозван из Франции, 10 ноября вместе с женой арестован в Москве у трапа самолёта на основании ордера, подписанного Л. П. Берией.
До февраля 1939 года содержался под стражей без санкции прокурора.

#### Пытки и избиения
В ходе следствия, которое вёл будущий министр МГБ B. C. Абакумов, а на более поздней стадии следователи С. Р. Мильштейн и П. И. Гудимович («Иван»), Серебрянского подвергали так называемым «интенсивным методам допроса».
По данным следственного дела, впервые был вызван на допрос 13 ноября 1938 года. На протоколе допроса имеется резолюция Берии: «Тов. Абакумову! Хорошенько допросить!».
Именно после этого на допросе 16 ноября 1938 года, в котором участвовал сам Л. П. Берия, а также Б. З. Кобулов и B. C. Абакумов, Серебрянский был избит и принуждён дать ложные показания.
25 января 1939 года он был переведён в Лефортовскую тюрьму (на допросе в 1954 году Серебрянский показал, что ещё до суда, то есть на предварительном следствии, он отказался от показаний, в которых признавал себя виновным и оговорил других).

#### Приговор и амнистия
7 июля 1941 года Военная коллегия Верховного суда СССР обвинила Серебрянского в шпионаже в пользу Великобритании и Франции, связях с «заговорщиками» из НКВД во главе с Г. Г. Ягодой и подготовке терактов против советских руководителей и приговорила к расстрелу, а его жену — к 10 годам лагерей «за недоносительство о враждебной деятельности мужа».
Тем не менее приговор не был приведён в исполнение. Шла Великая Отечественная война, и разведке катастрофически не хватало опытных сотрудников.
В августе 1941 года благодаря ходатайству П. А. Судоплатова и вмешательству Л. П. Берии Серебрянский и его жена решением Президиума Верховного Совета СССР были амнистированы и восстановлены в партии с возвращением наград.

### Великая Отечественная война
С 3 сентября 1941 года Серебрянский — руководитель группы во 2-м отделе, с 18 января 1942 года — начальник группы, начальник 3-го отделения 4-го управления НКВД—НКГБ СССР.
С ноября 1943 года — в особом резерве 4-го управления НКГБ СССР на должности руководителя группы.
Сотрудником этого управления Серебрянский состоял все военные годы, лично участвуя во многих разведывательных операциях, руководил разведывательно-диверсионной работой в Западной и Восточной Европе. В качестве примера можно назвать вербовку взятого в плен немецкого адмирала Эриха Редера.

### Пенсия и вновь работник разведывательно-диверсионного отдела
В мае 1946 года вышел в запас по состоянию здоровья. Просил уволить в отставку, однако Управление кадров МГБ формулировку не изменило.
В мае 1953 года приглашён П. А. Судоплатовым на работу в центральный аппарат МВД на должность оперативного работника негласного штата 9-го (Разведывательно-диверсионного) отдела. С июня 1953 года — сотрудник ВГУ МВД СССР.
В июле 1953 года уволен из МВД в запас Министерства обороны.

### 3-й арест и смерть в Бутырской тюрьме
8 октября 1953 года в 3-й раз арестован.
В декабре 1954 года было отменено решение об амнистии от августа 1941 года. В связи с тем, что по уголовному делу, возбуждённому в 1953 году, достаточных доказательств вины Я. И. Серебрянского как участника заговорщической деятельности Л. П. Берии добыто не было, а его осуждение в 1941 году было признано Прокуратурой СССР обоснованным, дело 1941 года было направлено в Верховный суд СССР с предложением заменить расстрел 25 годами лишения свободы.
30 марта 1956 года Серебрянский скончался в Бутырской тюрьме на допросе у следователя Военной прокуратуры генерал-майора юридической службы П. К. Цареградского.
Урна с прахом захоронена в колумбарии Донского кладбища.

### Адреса проживания в Москве
1. Тверской бульвар, дом 9, кв. 26. (комната в коммунальной квартире. В этом же доме (и подъезде) жил Пятницкий, Осип Аронович.
2. В доме, выходящем на площадь Пушкина.
3. С начала 1930-х годов до 1938 года — Гоголевский бульвар, дом 31 (Особняк). Там же, на 1-м этаже проходили рабочие встречи.
4. После освобождения из заключения в 1941 году — гостиница «Москва», № 646.
5. Ул. Горького, дом 41, кв. 26 (с середины 1940-х годов и до ареста в 1953 году).

## Семья
- Жена — Полина Натановна Беленькая (1899 — 7 мая 1983, Москва), разведчик-нелегал, сестра заместителя наркома снабжения (1931—1934) и пищевой промышленности (1934—1937), психиатра Марка Натановича Беленького (1890—1938, расстрелян)[16], хирурга-трансфузиолога Давида Натановича Беленького (1892—?) и инспектора отдела кадров Управления железной дороги имени Кагановича Бориса Натановича Беленького (1897—1937, расстрелян). Арестована вместе с мужем, осуждена на 10 лет ИТЛ; реабилитирована. Её племянница Татьяна Марковна Рыбакова (1928—2008), мемуаристка, была замужем (последовательно) за поэтом Евгением Винокуровым и прозаиком Анатолием Рыбаковым; племянник — дерматовенеролог, доктор медицинских наук Георгий Борисович Беленький.
  - Сын — Анатолий Яковлевич Серебрянский (род. 21 августа 1933), кандидат технических наук, инженер и учёный в области химической промышленности, автор монографий «Системы автоматического управления процессом каталитического крекинга» (1971) и «Управление установками каталитического крекинга» (М.: Химия, 1983), изобретатель.

## Посмертная реабилитация
В мае 1971 года решением Военной коллегии Верховного суда СССР посмертно реабилитирован «по всем статьям предъявлявшихся ему ранее обвинений, в ноябре 1989 года восстановлен в партии, а в апреле 1996 года — в правах на изъятые при аресте награды».

## Награды
- Два ордена Ленина (31.12.1936, 30.04.1946),
- Два ордена Красного Знамени (6.03.1930, 4.12.1945),
- Медаль «XX лет РККА» (23.02.1938),
- Медаль «Партизану Отечественной войны» 1 степени (25.08.1944),
- Два знака «Почётный работник ВЧК-ГПУ» (1929, 1932),
- Именное оружие.

## Документальные фильмы
- «Засекреченная любовь. Любить Яшу». Режиссёр: Валерий Удовыдченков. 41 мин., 2006
- «Тайны разведки. Мастера технодиверсий»
- «Яков Исаакович Серебрянский»
- «Разведка, о которой знали немногие. — Часть 4: Яков Серебрянский»
- Легенды госбезопасности: Яков Серебрянский (2016)
- Гаспарян А. «Теория заблуждений». Яков Серебрянский.